# Guillaume II de Thurey
Pour les articles homonymes, voir Thurey (homonymie).
Guillaume de Thurey, mort le 12 mai 1365, est un ecclésiastique français, évêque d'Autun, puis archevêque de Lyon.

## Biographie

### Famille
Guillaume de Thurey appartient à la famille de Thurey, originaire du sud de la Bourgogne, dans les environs de Chalon-sur-Saône,. Il naît en Bourgogne à Cuisery vers 1316[réf. nécessaire].
Il est le frère de Girard de Thurey, avec qui il fonda une chapelle dans l'église de Cuisery en 1348.
Il est l'oncle de Philippe de Thurey, archevêque de Lyon, et du cardinal, Pierre de Thury,.

### Carrière religieuse
Il est reçu chanoine-comte de Lyon, en 1336, puis doyen en 1349.
Il est élu archevêque de Lyon par le chapitre, en 1355. Cependant, le pape ne reconnaît pas l'élection et nomme Raymond Saquet, alors conseiller du Dauphin.
L'année suivante, il est nommé évêque d'Autun, puis deux ans plus tard, il monte sur le siège archiépiscopal de Lyon.
En 1349, il accompagne Henri II de Villars, archevêque de Lyon, à la prise de possession du Dauphiné par Charles, premier Dauphin de France. 
En 1358, il envoie un contingent sous les ordres de son frère Girard de Thurey contre les Tard-Venus occupant Pont-Saint-Esprit, et en fut remercié par le pape Innocent VI depuis Avignon, siège du Pontificat.
Il meurt le 12 mai 1365, et est inhumé à Lyon dans le sanctuaire de l'église Saint-Jean.